# Série convergente
En mathématiques, une série est dite convergente si la suite de ses sommes partielles a une limite dans l'espace considéré. Dans le cas contraire, elle est dite divergente.
Pour des séries numériques, ou à valeurs dans un espace de Banach — c'est-à-dire un espace vectoriel normé complet —, il suffit de prouver la convergence absolue de la série pour montrer sa convergence, ce qui permet de se ramener à une série à termes réels positifs. Pour étudier ces dernières, il existe une large palette de résultats, tous fondés sur le principe de comparaison.

## Définition et propriétés générales
Les séries considérées sont numériques (à termes réels ou complexes), ou vectorielles, à valeurs dans un espace vectoriel normé. On dit que la série de terme général {\displaystyle a_{n}} converge lorsque la suite {\displaystyle (A_{n})_{n\in \mathbb {N} }} des sommes partielles converge, où pour tout entier naturel n,
{\displaystyle A_{n}=\sum _{k=0}^{n}a_{k}}
Dans ce cas la somme de la série est la limite de la suite des sommes partielles
{\displaystyle \sum _{k=0}^{+\infty }a_{k}=\lim _{n\to +\infty }A_{n}}
Si on modifie un nombre fini de termes d'une série, alors on ne change pas sa nature (convergence ou divergence). Bien sûr, si la série est convergente, changer ses premiers termes modifie sa somme.

### Condition nécessaire, divergence grossière
Si la série {\displaystyle \sum _{}^{}a_{n}} est convergente, alors la suite {\displaystyle (a_{n})_{n\in \mathbb {N} }} converge vers 0 puisque
{\displaystyle \forall n\geq 1,\qquad a_{n}=A_{n}-A_{n-1}}
Lorsque le terme général d'une série ne tend pas vers 0, celle-ci est dite trivialement ou grossièrement divergente.
Exemple : {\displaystyle \sum _{}^{}(-1)^{n}} est une série grossièrement divergente

### Convergence absolue
La convergence absolue fournit une condition suffisante très fréquemment utilisée de convergence pour les séries numériques. On dit que la série {\displaystyle \sum a_{n}} à termes réels ou complexes est absolument convergente lorsque la série de terme général {\displaystyle |a_{n}|} (valeur absolue d'un réel ou module d'un nombre complexe) est convergente. Et dans ce cas, la série {\displaystyle \sum a_{n}} elle-même converge.
Plus généralement, si {\displaystyle \sum a_{n}} est une série à termes dans un espace de Banach, on dit qu'elle est absolument convergente lorsque la série de terme général {\displaystyle \|a_{n}\|} est convergente. Et dans ce cas, la série {\displaystyle \sum a_{n}} elle-même converge.
Étudier la convergence absolue fournit ainsi une condition suffisante agréable, vu qu'on est ramené à l'étude de séries à termes positifs, pour lesquelles existent de nombreux résultats spécifiques.

## Séries de réels positifs
Si tous les termes {\displaystyle a_{n}} sont des réels positifs, la série {\displaystyle \sum a_{n}} est dite à termes positifs. Pour une telle série, la suite des sommes partielles {\displaystyle (A_{n})\,} est croissante. Elle est alors soit convergente, soit divergente de limite infinie.

### Principe général: règles de comparaison
Il est possible d'énoncer une règle de comparaison entre deux séries à termes positifs sur laquelle s'appuient les autres règles d'étude.
- Si les séries ont des termes généraux an et bn positifs, avec en outre pour tout n, an ≤ bn : si la série de terme général bn est convergente, celle de terme général an converge aussi (ou, ce qui est équivalent : si la série de terme général an est divergente, celle de terme général bn diverge aussi).
Bien sûr, effectuer la comparaison à partir d'un certain rang suffit.
- Plus généralement, si la suite (an) est dominée par (bn) (an = O(bn) avec les notations de Landau — en particulier si les termes sont strictement positifs et si pour tout n, {\displaystyle {\tfrac {a_{n+1}}{a_{n}}}\leq {\tfrac {b_{n+1}}{b_{n}}}}) : si ∑bn converge, alors ∑an aussi.
- Par conséquent,si an ~ bn alors les séries ∑an et ∑bn sont de même nature. (De plus — voir Théorème de Stolz-Cesàro — cette équivalence de suites est transmise aux sommes partielles si les deux séries divergent, et aux restes si elles convergent.)

Ces critères ne peuvent être appliqués qu'à des séries à termes positifs. Par exemple les séries de terme général
{\displaystyle u_{n}={\frac {(-1)^{n}}{\sqrt {n}}}\qquad v_{n}={\frac {(-1)^{n}}{\sqrt {n}}}+{\frac {1}{n}}\sim u_{n}}
sont, la première, convergente, et la seconde divergente.

### Règles de convergence pour les séries à termes positifs
Chacune de ces règles utilise le principe de comparaison précédent et est détaillée dans l'article correspondant.
- Règle de d'Alembert
Soit {\displaystyle \sum u_{n}} une série à termes strictement positifs pour laquelle le rapport {\displaystyle {\frac {u_{n+1}}{u_{n}}}} tend vers une limite L . Dans ces conditions la série : converge si L < 1 ; diverge si L > 1 ; si L = 1 on ne peut pas conclure.
Il existe une règle de Raabe-Duhamel pour pousser l'étude plus loin dans le cas douteux (L = 1).
- Règle de Cauchy
Si les termes {\displaystyle a_{n}\,} sont strictement positifs et s'il existe une constante C < 1 telle que {\displaystyle (a_{n})^{\frac {1}{n}}\leq C} , alors {\displaystyle \sum a_{n}} est convergente.
- Règle de comparaison série-intégrale
 Si {\displaystyle f\,} est une fonction positive décroissante continue sur l'intervalle [1, ∞[, alors la série {\displaystyle \sum f(n)} et l'intégrale {\displaystyle \int _{1}^{\infty }f(x)\,{\rm {d}}x} sont de même nature, c'est-à-dire que la série est convergente si et seulement si l'intégrale est convergente.

## Autres méthodes

### Critère de Cauchy
Une série à valeurs dans un espace de Banach est convergente si (et seulement si) ses sommes partielles forment une suite de Cauchy, c'est-à-dire :
{\displaystyle \forall \varepsilon >0\quad \exists N\in \mathbb {N} \quad \forall n\geq N\quad \forall p\in \mathbb {N} \quad \left\|u_{n+1}+\dots +u_{n+p}\right\|<\varepsilon .}
Exemple : dans l'espace ℓp(ℕ) muni de sa base de Schauder canonique (δn)n∈ℕ, pour toute suite (λn)n∈ℕ de scalaires telle que ∑n∈ℕ|λn|p < +∞, la série de terme général λnδn est inconditionnellement convergente, puisqu'elle et toutes ses permutées vérifient le critère de Cauchy et que l'espace est complet.

### Test de Dirichlet
Soient
- {\displaystyle (\alpha _{n})_{n\in \mathbb {N} }} une suite réelle décroissante qui tend vers 0 ;
- {\displaystyle (u_{n})_{n\in \mathbb {N} }} une suite complexe telle que pour un certain réel {\displaystyle M} : {\displaystyle \forall n\in \mathbb {N} ,\left|\sum _{k=0}^{n}u_{k}\right|\leq M.}

Alors {\displaystyle \sum \alpha _{n}u_{n}} est convergente.